# Antoinette Labisse
Antoinette Léontine ("Ninette") Labisse (Douai, 23 mei 1908 - Oostende, 1992) was een Frans-Belgische beeldhouwster.

## Levensloop
Antoinette Labisse was de zuster van de surrealistische kunstschilder Félix Labisse. Ze bracht naar jeugd door in Douai en Parijs en woonde vanaf 1923 met haar ouders en broer te Heist, waar haar vader reder was.
In 1927 verhuisden ze naar Oostende waar ze samen met haar broer een kunstgalerie begon. Zij woonde in de Maria-Theresiastraat en was in de jaren 1930 secretaresse op het Consulaat van Frankrijk in de badstad. Zij huwde in 1932 met de plaatselijke journalist Henri Van Vyve, maar dit huwelijk liep uit op een mislukking. In 1937 huwde ze met Henri-Jean (Yvon) Kermarrec met wie ze drie zonen kreeg.
Als beeldhouwster was ze leerlinge van Ossip Zadkine.
In 1929 speelde ze naast Henri Van Vyve en Alfred Courmès in de surrealistische film Pour vos beaux yeux van Henri Storck. Deze film was totaal in de vergeetput beland maar werd in het begin van de 21e eeuw op DVD uitgebracht.
Op het moment van de Duitse inval in België in 1940, emigreerde ze met haar familie naar Frankrijk. In Montauban was ze verantwoordelijk voor een clandestiene radio van het Franco-Belgische verzetsnetwerk. Tot het eind van de Tweede Wereldoorlog zorgde ze er voor haar vader en haar drie kinderen.  Haar echtgenoot zat intussen gevangen in Buchenwald (1943-1945).
Na de oorlog werd ze  voor haar verzetsdaden gedecoreerd met het Belgische Oorlogskruis én de Franse Croix de guerre.

## Tentoonstellingen
- Deelname aan een tentoonstelling in het Kursaal in Oostende van 22 tot 31 augustus 1930, samen met Pierre H. Bayaux, Armand Delwaide, Carol Deutsch en Félix Labisse.
- Expo in de galerie “Excelsior “ in Kortrijk, samen met haar broer.